# Поні-Сіті (Небраска)
Поні-Сіті (англ. Pawnee City) — місто (англ. city) в США, в окрузі Поні штату Небраска. Населення — 865 осіб (2020).

## Географія
Поні-Сіті розташоване за координатами 40°6′38″ пн. ш. 96°9′11″ зх. д. / 40.11056° пн. ш. 96.15306° зх. д. (40.110621, -96.152966).  За даними Бюро перепису населення США в 2010 році місто мало площу 3,12 км², уся площа — суходіл.

## Демографія
Згідно з переписом 2010 року, у місті мешкало 878 осіб у 425 домогосподарствах у складі 210 родин. Густота населення становила 281 особа/км².  Було 518 помешкань (166/км²).
Расовий склад населення:
| - 96,9 % — білих - 0,3 % — корінних американців - 0,2 % — чорних або афроамериканців - 0,2 % — азіатів |

До двох чи більше рас належало 1,9 %. Частка іспаномовних становила 2,1 % від усіх жителів.
За віковим діапазоном населення розподілялося таким чином: 18,7 % — особи молодші 18 років, 49,5 % — особи у віці 18—64 років, 31,8 % — особи у віці 65 років та старші. Медіана віку мешканця становила 52,9 року. На 100 осіб жіночої статі у місті припадало 89,2 чоловіків;  на 100 жінок у віці від 18 років та старших — 84,0 чоловіків також старших 18 років.
Середній дохід на одне домашнє господарство  становив 42 970 доларів США (медіана — 31 477), а середній дохід на одну сім'ю — 65 735 доларів (медіана — 49 853). Медіана доходів становила 36 375 доларів для чоловіків та 27 019 доларів для жінок. За межею бідності перебувало 22,2 % осіб, у тому числі 20,7 % дітей у віці до 18 років та 15,0 % осіб у віці 65 років та старших.
Цивільне працевлаштоване населення становило 365 осіб. Основні галузі зайнятості: освіта, охорона здоров'я та соціальна допомога — 34,0 %, виробництво — 17,3 %, будівництво — 12,9 %.